# Istota zbita

Przekrój podłużny przez kość

Istota zbita, tkanka kostna zbita, tkanka kostna kortykalna (łac. substantia compacta, textus osseus compactus) – rodzaj tkanki kostnej, cechujący się zbitym ułożeniem blaszek kostnych w koncentryczne struktury, zwane osteonami. Buduje trzony kości długich i powierzchniowe warstwy ich nasad, a także zewnętrzne warstwy pozostałych rodzajów kości. Pomiędzy warstwami istoty zbitej zwykle położona jest istota gąbczasta, jednak cienkie części kości płaskich często składają się wyłącznie z istoty zbitej.